# Ябланиця (громада)
Ябланиця (хорв. і босн. Opština Jablanica, серб. Општина Јабланица) — боснійська громада, розташована в Герцеговинсько-Неретванському кантоні Федерації Боснії і Герцеговини. Адміністративним центром є місто Ябланиця.
| Боснія і Герцеговина | Це незавершена стаття з географії Боснії і Герцеговини. Ви можете допомогти проєкту, виправивши або дописавши її. |